# Than Mór

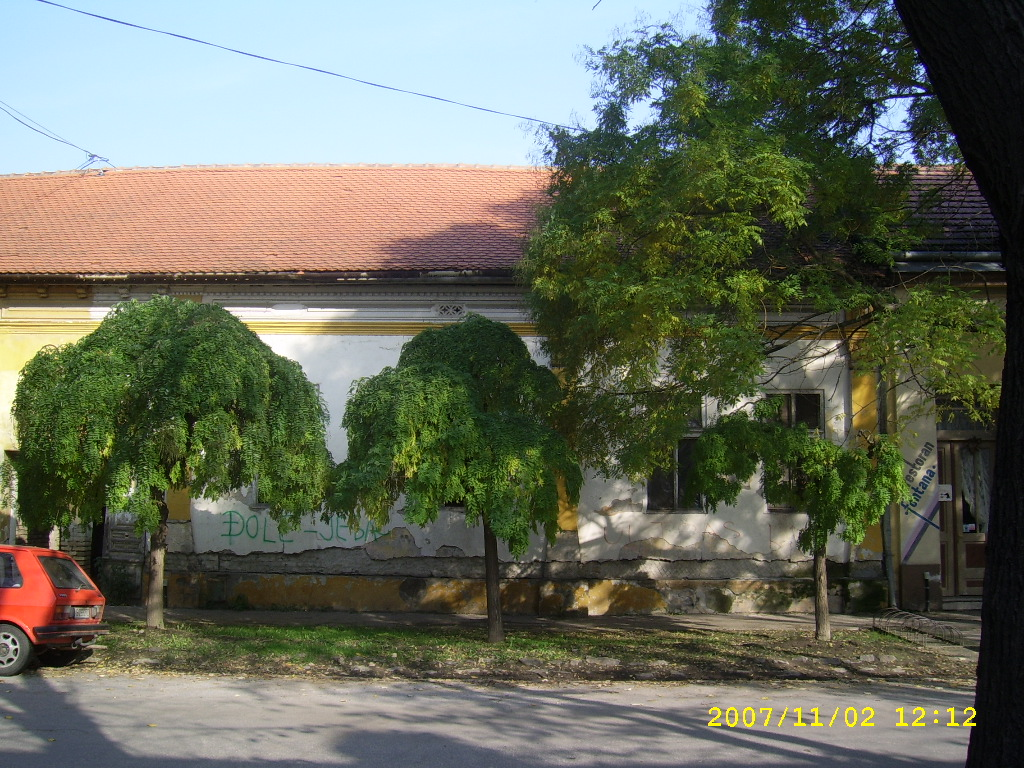
A Than fivérek szülőháza ma

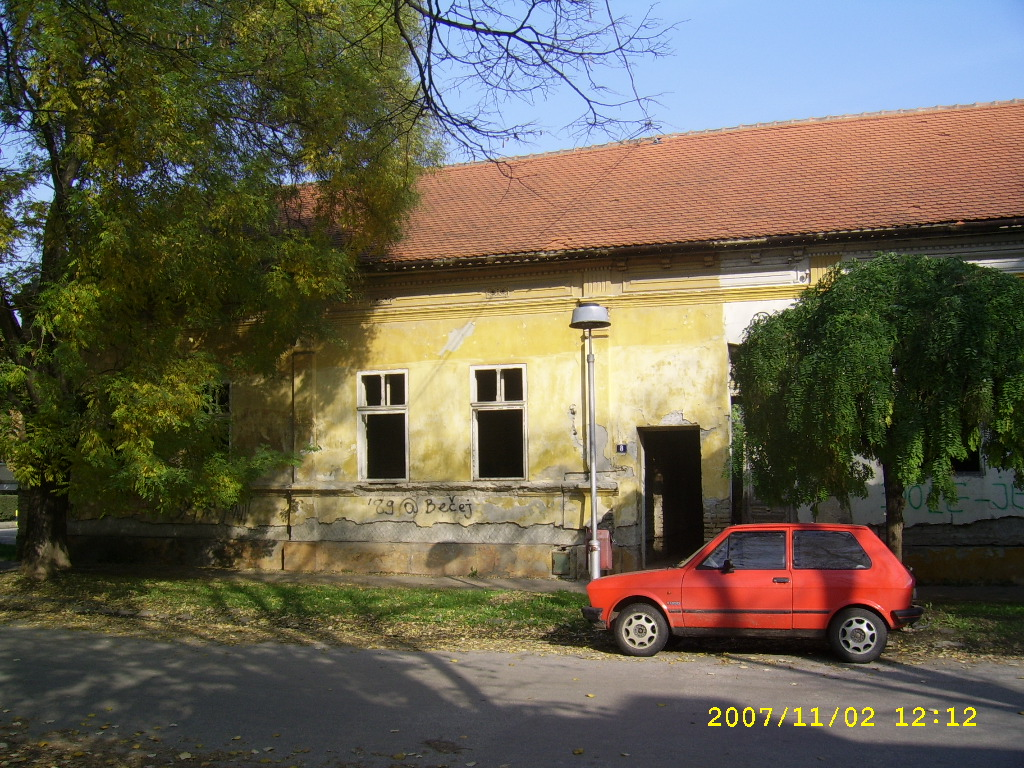
A Than fivérek szülőháza ma

Apáti Than Mór (Óbecse, 1828. június 19. – Trieszt, 1899. március 11.) festőművész, a 19. századi magyar festészet jelentős alakja, Than Károly vegyész bátyja.

## Élete
Édesapja apáti Than János (1789–1858), királyi pénztárnok, édesanyja Setényi Ottilia. Kalocsán járt gimnáziumba, majd Pesten filozófiát és jogot tanult. Tanulmányai mellett Barabás Miklós festőnövendéke is volt. Tanulmányait félbeszakította, és az 1848–49-es szabadságharc alatt Görgei Artúr mellett lett hadifestő. Később betegsége miatt nem sorozták be a császári seregbe. Már mint jogász egész albumot rajzolt tele a magyar történelemből merített tárgyakkal és a szabadságharc után pedig komolyan elhatározta, hogy művészi pályára lép. Bécsbe utazott, ahol Karl Rahl vezetése alatt folytatta tanulmányait. 1855-ben Párizsba, onnan pedig Olaszországba utazott, majd az 1860-as évek elején hazatért, és műtermet nyitott.
1864-től Lotz Károly mellett dolgozott a Pesti Vigadó falképein, majd 1870-től vele együtt készítette a Magyar Nemzeti Múzeum lépcsőházának falfestményeit. 1885-ben Olaszországba költözött, ahonnan 1890-ben tért vissza, hogy titkári állást vállaljon a Képzőművészeti Társulatnál. Így lett 1890 és 1896 között a Nemzeti Múzeum képtárának őre, majd 1896-ban rövid ideig az Országos Képtár igazgatója. Triesztben halt meg.

## Művei
- Bécsben festette a „Jelenet egy magyar csárdában”, „Magyar puszta tavasszal”, „Nyáry Lőrinc elfogatása 1552.” (1853) című képeit. Ez utóbbit tartják első jelentős alkotásának.
- Párizsban rajzolta híres „Mohácsi csata” című képét (1855), melyről több másolat is készült.
- 1867-ben a párizsi Salonban „Fata morgana”-jával keltett nagy feltűnést.

### Nevezetesebb munkái
- „Attila lakomája (1870)”
- „Jelenet az ónodi országgyűlésből, 1707. június 6.” (1864)
- „Alkony a pusztán”
- „Imre király András herceg táborában, 1204”
- „Zápolya halála”
- „László király és Habsburgi Rudolf találkozása a harctéren az Ottokár fölött nyert győzelem után”
- „Szent Lászlót vezérükké választják a keresztesek”
- „Kálmán király megtiltja a boszorkánypöröket”
- „IV. Béla újra benépesíti az országot”
- „Nagy Lajos fogadja a külföldi követeket”
- „Mátyás király tudósai körében”
- „Imre király elfogja pártütő öccsét” (1857)
- „Vitéz János a latin nyelvre tanítja Hunyadi Jánost” (1882)
- „Pázmány Péter tollba mondja műveit” (1885)

### Than Mór freskói
- a Magyar Nemzeti Múzeum lépcsőházának 22 öles fríze, mely a magyar történelem főbb eseményeit ábrázolja. Ezekből a kereszténység felvételétől a kiegyezésig terjedő korszak eseményeit Than festette meg.
- a ferencvárosi templom freskói
- a Keleti pályaudvar nagy falfestménye
- az operaház előcsarnoka

### Arcképei
- I. Ferenc József király
- Deák Ferenc (1870)
- Liszt Ferenc
- Feleky Miklós arcképe (1871)
- Hampelné Pulszky Polixénia képmásai;
- Önarckép
- „A nap szerelme a délibábbal” (1866)
- „Priamus Hector holttestével” (1877)
- „Jelenet Az Ember Tragédiájából”
- Báró Mikos Ede arcképe (1869)
- Szalay Ágoston

### Egyházi témájú képei
- „Mater dolorosa”
- „Szent Cecília” (1868)
- „Szent Erzsébet” (rejtőzik, 1945-ig: Haggenmacher-villa)[4]

### Életképek
- „Olasz életkép” (1860)
- „A jósnő” (1861)
- „Stella” (1863)
- „Fürdő leány” (1880)

### Galéria

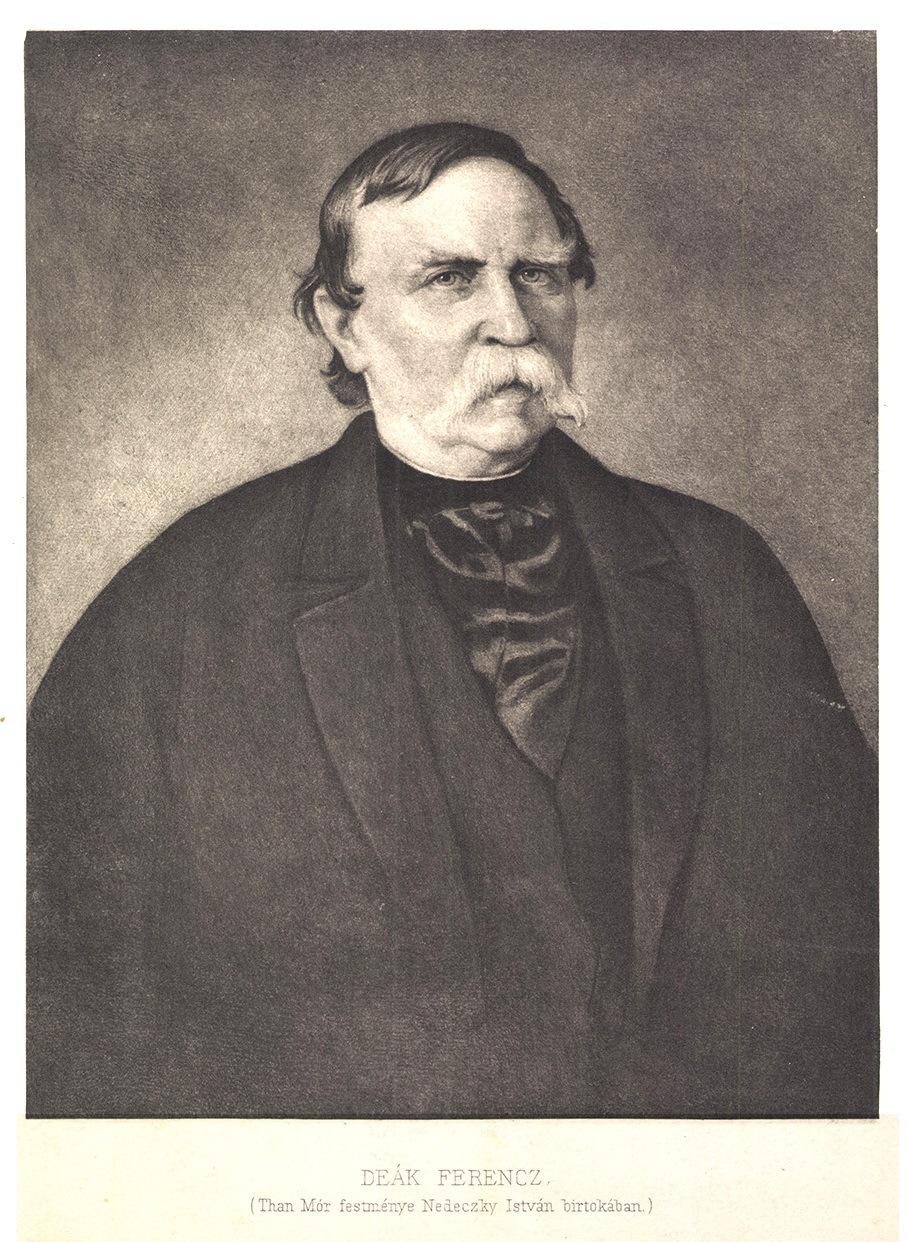
Deák Ferenc portré (1856)
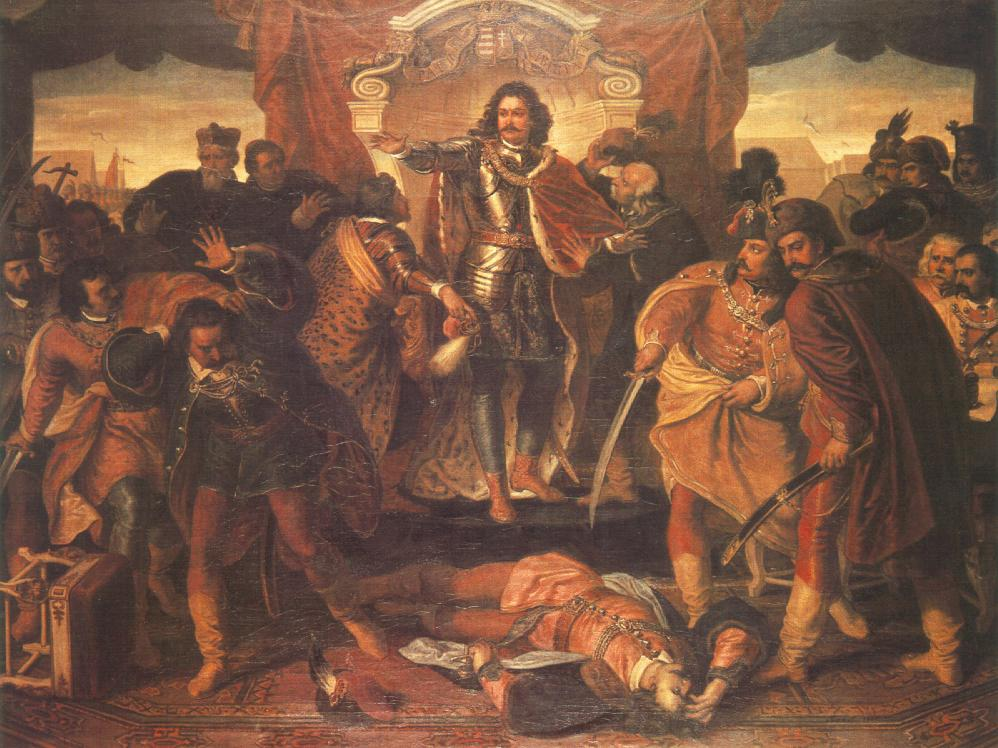
Az ónodi országgyűlés (Budapest, Országház)
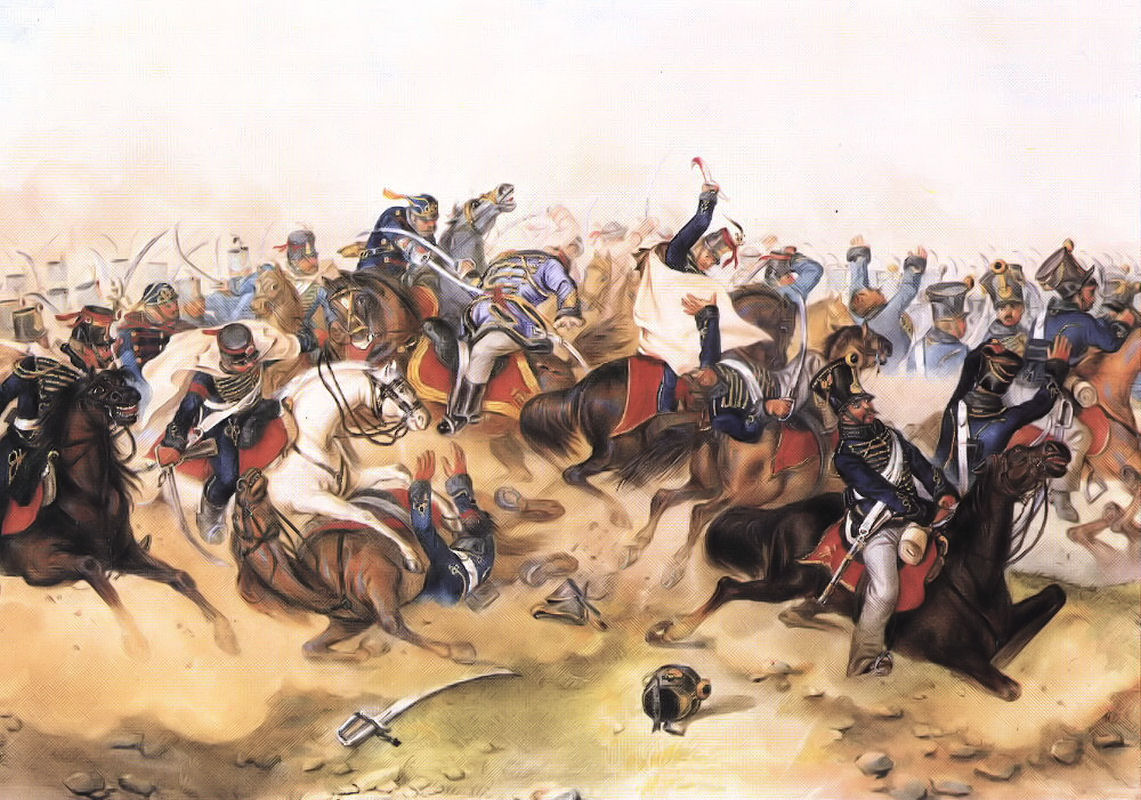
A tápióbicskei ütközet
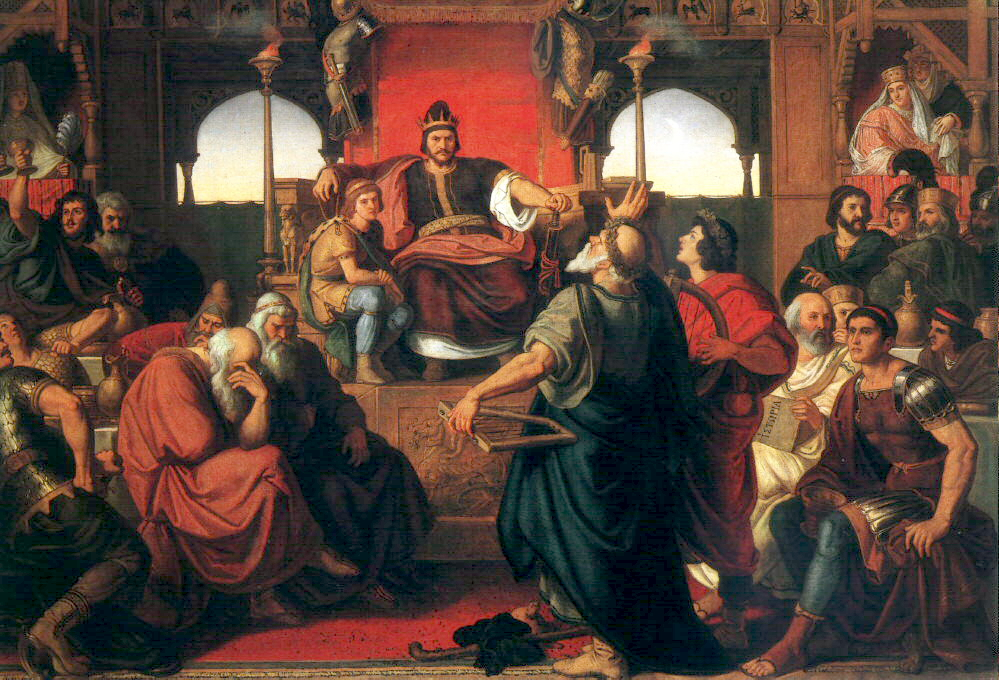
Attila lakomája (1870)